# Péricles Prade
Péricles Luiz Medeiros Prade (Rio dos Cedros, 7 de maio de 1942 – Balneário Camboriú, 16 de maio de 2024) foi um político, escritor, advogado e jornalista brasileiro.

## Biografia
Péricles Prade é formado em direito pela Universidade Federal de Santa Catarina e ex-juiz federal em Florianópolis e em São Paulo.
É autor de inúmeros livros e artigos em diversas áreas do direito, palestrante em conferências de expressão jurídica e congressos internacionais. 
Foi professor de direito constitucional na Escola Superior da Magistratura de Santa Catarina, na Pontifícia Universidade Católica de São Paulo (PUC-SP) e na Faculdades Metropolitanas Unidas (FMU/SP); professor de instituições de direito público no Centro Sócio-Econômico da Universidade Federal de Santa Catarina (UFSC); professor de direito administrativo na Universidade Federal de Santa Catarina (UFSC); professor de direito financeiro e finanças públicas na Fundação Universidade Regional de Blumenau; professor-desdobrador de direito penal, teoria geral do direito penal e criminologia da Universidade de Brasília; professor de direito penal da Faculdade de Direito de Itajaí; professor de teoria geral do direito civil da FMU/SP. 
Membro da Academia Paulista de Direito, do Instituto Brasileiro de Direito Constitucional, da Academia de Ciências de Roma, da Associação Brasileira de Magistrados Federais, da Associação dos Advogados de São Paulo e da Ordem dos Advogados do Brasil (secções de São Paulo e de Santa Catarina).
Entre 1997 e 2001 exerceu o cargo de vice-prefeito de Florianópolis, foi eleito na chapa de Ângela Amin (PPB), então ex-primeira dama do estado, do município e Deputada Federal.
Foi presidente da União Brasileira de Escritores (UBE) de 1980 a 1982.

## Obras publicadas

### Poesia
- Este interior de serpentes alegres (1963)
- A lâmina (1963)
- Sereia e Castiçal (1964)
- Nos limites do foro (1976)
- Os faróis invisíveis (1980)
- Guardião dos 7 sons (1987)
- Jaula amorosa (1995)
- Pequeno tratado poético das asas (1999)
- Ciranda Andaluz (2003)
- Além dos Símbolos (2003)
- Em forma de Chama (2005)
- Pantera em Movimento (2006)
- Tríplice Viagem ao Interior da Bota (2007)
- Labirintos (2009)
- Os melhores poemas de Lindolf Bell (2009)
- Sob a Faca Giratória (2010)

### Ficção
- Os milagres do Cão Jerônimo (1971)
- Alçapão para gigantes (1980)
- Ao Som do Realejo (2008)
- Relatos de um Corvo Sedutor (2008)

### História
- O julgamento de Galileu Galilei (1992)
- Paracelso & Giordano Bruno (1994)
- Vesalius, Pare & Harvey (1994)

### Crítica
- Múltipla paisagem (1973)
- História das Artes Plásticas em Santa Catarina (1973)
- Espreita no Olimpo (1973)
- Espaço, Natureza e Corpo na Arte da Renascença (1986)
- Corpo e Paisagem: introdução à obra fotográfica de Lair Bernardoni (1992)
- Do que se chama Cabeça ou Cabeças e outras incursões (2002)
- O Desenho de Valdir Rocha (2004)
- Bruxaria nos Desenhos de Franklin Cascaes (2009)
- A Pintura de Sílvio Pleticos (2009)[3]

## Morte
Morreu em 16 de maio de 2024, internado em Balneário Camboriú por uma gripe. Lutava há quatro anos contra uma leucemia, não resistindo a uma parada cardíaca. 